# Louis-Xiste Delaplace
Pour les articles homonymes, voir Delaplace.
Louis-Xiste Delaplace est un imprimeur, et homme politique français du XIXe siècle.

## Biographie
En 1832, il arrive à Château-Gontier en tant qu'ouvrier, avec un « Brevet d'imprimeur ».
Il crée une imprimerie, et moins d'un an plus tard, le dimanche 23 juin 1833, est distribué le premier numéro d'un journal hebdomadaire, sous le titre de Journal de Château-Gontier. Ce journal, jusqu'en 1870, ne fut qu’un journal littéraire, ne recevant que des annonces commerciales et judiciaires.
Louis Delaplace est maire de Château-Gontier en 1848.